# Óscar Martínez
Óscar Martínez (Madrid, 1 de juny de 1976) és un presentador espanyol de televisió i ràdio que des de setembre de 2012 fins a juliol de 2016 va conduir el programa radiofònic nocturn de Cadena 100.

## Biografia
Els seus primers passos els va donar en l'emissora local Telemadroño (Telemadroño passo a ser primer Onda 6 Madrid, després La 10 Madrid, Després Metropólitan TV Madrid i actualment EHS Madrid) on va presentar diversos espais, més tard va passar a Telemadrid, on el 1996 va col·laborar en els programes Madrid directo, Tiempo al tiempo i Esto no es Hollywood.
El 1998 va passar a Disney Channel per a presentar el programa infantil Play House Disney, experiència després de la qual va tornar a Telemadrid per a col·laborar a Madrid directo com a home del temps, substituint en aquesta tasca Jaime Bores.
Des de llavors, ha treballat a Espanya per a la majoria de les cadenes de televisió d'àmbit estatal. En Televisió Espanyola va presentar El sabelotodo de La 2, i posteriorment, en 2003, passa a TVE 1, on va conduir els programes Mi planeta, La noche de las videoteces, 30 veces 31 i el talk show Cerca de ti. Aquest últim estava enfocat en els diversos aspectes de la societat incloent els problemes socials, encara que incloïa també concursos i talents; era similar als programes que es transmeten en Miami com el de Cristina Saralegui, Ana María Polo o el d'Alberto Cutié, o a Perú, de Mónica Zevallos i Laura Bozzo.
A Antena 3 presentà De buena mañana el 2002. El 2004 passa a Telecinco, donde ha colaborado en programas como Día a día, Gran Hermano VIP: El desafío, Gran Hermano i El programa de Ana Rosa.
En l'estiu de 2008 va presentar el concurs musical Valanota, igualment a Telecinco, que va ser retirat d'antena a les poques emissions per baixa audiència (el 10% de share). El 30 de gener de 2009 es va acomiadar com a col·laborador del Programa de Ana Rosa després de 4 anys treballant en l'espai juntament amb la popular periodista Ana Rosa Quintana per a presentar el programa La vuelta al mundo en directo a Antena 3. Aquest programa es va cancel·lar poques setmanes després. En l'estiu d'aquest mateix any, presenta també en Antena 3 el concurs Los últimos 20 metros.
Durant el primer semestre de 2010 col·laborà a l'espai Tal cual lo contamos i des de setembre d'aquest any, va conduir el programa de ràdio Atrévete a Cadena Dial, substituint Javier Cárdenas, programa pel que va rebre el premi Antena de Plata. El juliol de 2012, Óscar es va acomiadar de tots els seus companys, ja que després d'una recol·locació dels professionals per la directiva en totes les emissores de Prisa Radio, es va quedar fora de la plantilla, després d'aconseguir que el morning show de Cadena Dial arribés als seus majors índexs d'oïdors.
El 20 de juliol de 2012, Óscar va fitxar per un dels principals rivals de la ràdio fórmula de Grup Prisa, per a presentar a partir del 10 de setembre Buenas noches, Óscar Martínez a una de les emissores musicals del Grup COPE: Cadena 100.
El programa Buenas noches, Óscar Martínez va finalitzar el 18 de juliol de 2014, i des de l'1 de setembre de 2014, va presentar el programa Cadena 100 Happy Hour, en la mateixa ràdio i franja d'emissió que l'anterior, però amb un format totalment diferent. Deixà de conduir aquest programa quan va abandonar la cadena el 22 julio de 2016. Sense desvincular-se del Grupo COPE, comença a presentar el programa de televisió De Temporada per a la cadena del grup, 13 TV. Va ser cancel·lat en acabar la temporada en l'estiu de 2017, dins d'un pla d'estalvi i viabilitat de la cadena.
L'any 2018 reapareix en televisió per a exercir d'amfitrió d'Alba Carrillo, Fructuoso "Fortu" Sánchez i Antonia Dell'Atte a la Gourmet Edition del programa Ven a cenar conmigo a Cuatro.

## Trajectòria a televisió
- Col·laborador de diferents programes de Telemadroño (1994-1996).
- Col·laborador de diferents programes de Telemadrid (1996-1998).
- Programa infantil Play House Disney (1998) Disney Channel.
- Lo que necesitas es amor (1998-1999). Antena 3.
- Madrid directo (2000-2001). Telemadrid.
- De buena mañana (2001-2002). Antena 3.
- Cerca de ti (2002-2004). La 1.
- Mi planeta (2003). La 1.
- Día a día (2004). Telecinco.
- Gran Hermano (2004-2007). Telecinco.
- El programa de Ana Rosa (2005-2009). Telecinco.
- Gran Hermano VIP: El desafío (2005). Telecinco.
- La casa de tu vida (2005). Telecinco.
- La hora de los corazones solitarios (2005). Telecinco.
- Supervivientes: Perdidos en Honduras (2006). Telecinco.
- Valanota (2008). Telecinco.
- La vuelta al mundo en directo (2009). Antena 3.
- Los últimos 20 metros (2009). Antena 3.
- Tal cual lo contamos (2010). Antena 3.
- ¡A bailar! (Concursant), (2014) Antena 3.
- De Temporada, (2016/2017) 13 TV.
- Ven a cenar conmigo (2018). Cuatro.